# Pleasant Valley (Nevada)
Pleasant Valley é uma pequena área não incorporada no condado de Washoe, estado do Nevada, nos Estados Unidos. O código de  Pleasant Valley é 89511. A comunidade faz parte da Reno–Sparks Metropolitan Statistical Area, e a US Route 395 passa através da comunidade e atua como divisora entre os lados oeste e leste do vale.